# Katara Towers
Katara Towers (en árabe, ابراج كتارا Abraj Katara, lit. "Torres Katara") es un rascacielos de 211 metros en Doha, Catar, en el puerto deportivo de Lusail.
Construido en 2022 en la ciudad sede de la Copa Mundial de Fútbol de 2022, el proyecto incluye torres hoteleras de 38 pisos. Hay planes para 614 habitaciones, un hotel de lujo de cinco estrellas, un hotel de seis estrellas y apartamentos de lujo para alojar a los residentes permanentes. El proyecto también incluye una isla artificial en primera línea de mar con un conjunto de instalaciones de ocio y deportes náuticos, parques acuáticos y restauración.